# Mohammad Yousef Kargar
Mohammad Yousef Kargar (* 11. Mai 1963 in Kabul) ist ein afghanischer Fußballfunktionär und ehemaliger -nationalspieler.

## Karriere
Zunächst begann er 1978 als 16-Jähriger Ski zu fahren, später wurde er hier afghanischer Meister. Dann fing er mit dem Fußball an und spielte zwischen 1980 und 1984 für die afghanische Fußballnationalmannschaft.
Seit 2001 war er Co-Trainer der Afghanischen Fußballnationalmannschaft. Kargar war fünf Jahre lang Co-Trainer unter Klaus Stärk. Nachdem dieser im Juni 2008 zurückgetreten war, übernahm Mohammad Yousef Kargar das Amt des Nationalcoachs, das er, mit einmonatiger Unterbrechung im Dezember 2009, bis Januar 2015 innehatte.
Am 11. September 2013 konnte er, nachdem er zwei Jahre zuvor im Finale der Südasienmeisterschaft gegen Indien 0:4 verloren hatte, nach einem 2:0-Sieg gegen den gleichen Gegner seinen ersten Titel mit Afghanistan feiern.
Am Abend des 10. Januar 2015 wurde Kargar in Kabul auf dem Heimweg von einer Hochzeitsfeier überfallen und durch zahlreiche Messerstiche in Kopf und Rücken lebensgefährlich verletzt. Nach dem Anschlag auf seine Person trat er als Nationaltrainer zurück. Am 9. Februar 2015 ernannte der Afghanische Fußball Verband (AFF) den 43 Jahre alten Deutsch-Bosnier Slaven Skeledžić zum Nachfolger Kargars als Chefcoach. Später wurde er zum stellvertretenden Technischen Direktor der Afghanistan Football Federation ernannt.

## Erfolge
- Südasienmeisterschaft: Sieger 2013, Finalist 2011